# Kirchenwaldtunnel
Der Kirchenwaldtunnel ersetzt die bestehende Autobahn A2 am nördlichen Fuss des Loppers zwischen Hergiswil und der Acheregg bei Stansstad im schweizerischen Kanton Nidwalden. Er wurde hauptsächlich zum Schutz vor Steinschlag oder gar Felssturz erstellt, nachdem in der Vergangenheit mehrfach teilweise tonnenschwere Felsbrocken auf die Autobahn gefallen waren. Um zu verhindern, dass ein massiver Felssturz die wichtige Transitachse mangels lokaler Umfahrungsmöglichkeiten zwischen Berg und See komplett blockieren würde, entschloss man sich zu diesem kostspieligen Bau.

## Situation
Zusätzlich zur Nord- und Südröhre wurde ein Verbindungstunnel zur A8 in Richtung Brünig erstellt. Bisher war es nur von der A8 her möglich, die A2 entweder in nördlicher oder in südlicher Richtung zu befahren. Von Süden her kommend war ein direktes Abzweigen auf die A8 nicht möglich, wodurch der Dorfkern von Stansstad mit Durchgangsverkehr belastet wurde.
Der Kirchenwaldtunnel Süd wurde im Jahr 2006 eröffnet, die Nordröhre sowie der Verbindungstunnel, welcher im Berginnern von der Nordröhre abzweigt und parallel zum bestehenden Loppertunnel aus dem Berg mündet, im Dezember 2008. Die beiden Röhren sind durch Fluchtstollen miteinander verbunden. Es gilt eine Geschwindigkeitsbegrenzung auf 80 km/h, welche elektronisch überwacht wird.
Östlich des Tunnels überquert die Autobahn über die Achereggbrücke die Seeenge zwischen Vierwaldstättersee und Alpnachersee.